# Lorne Duguid
Pour les articles homonymes, voir Duguid.
Lorne Wallace Duguid (né le 4 avril 1910 à Bolton au Canada - mort le 21 mars 1981 à Toronto) est un joueur professionnel canadien de hockey sur glace qui évoluait au poste d'ailier gauche,.

## Biographie
Le 3 novembre 1930, Duguid signe son premier contrat professionnel avec les Bulldogs de Windsor dans la Ligue internationale de hockey. La saison suivante, il signe comme agent libre avec les Maroons de Montréal et participe à 13 matchs dans la Ligue nationale de hockey sans parvenir à inscrire le moindre point. Il est vendu aux Red Wings de Détroit en 1934 puis aux Bruins de Boston en 1935. Durant ces six saisons, il ne parvient pas à s'imposer dans la LNH et termine finalement sa carrière dans l'International American hockey league puis la Ligue américaine de hockey. Il est nommé dans la première équipe d'étoiles en 1938 et remporte la Coupe Calder en 1939 et prend sa retraite en 1941.

## Statistiques
Pour les significations des abréviations, voir Statistiques du hockey sur glace.
| Saison     | Équipe                | Ligue      |     | Saison régulière | Saison régulière | Saison régulière | Saison régulière | Saison régulière |   | Séries éliminatoires | Séries éliminatoires | Séries éliminatoires | Séries éliminatoires | Séries éliminatoires |
| Saison     | Équipe                | Ligue      | PJ  | B                | A                | Pts              | Pun              | PJ               | B | A                    | Pts                  | Pun                  |                      |                      |
| 1927-1928  | Victorias de Montréal | MCJHL      | 11  | 10               | 0                | 10               | 4                |                  |   |                      |                      |                      |                      |                      |
| 1928-1929  | Victorias de Montréal | MCJHL      | 10  | 8                | 0                | 8                | 14               |                  |   |                      |                      |                      |                      |                      |
| 1929-1930  | Victorias de Montréal | MRTHL      | 10  | 3                | 0                | 3                | 12               | 1                | 0 | 0                    | 0                    | 0                    |                      |                      |
| 1930-1931  | Bulldogs de Windsor   | LIH        | 48  | 22               | 19               | 41               | 13               | 6                | 3 | 2                    | 5                    | 6                    |                      |                      |
| 1931-1932  | Maroons de Montréal   | LNH        | 13  | 0                | 0                | 0                | 6                |                  |   |                      |                      |                      |                      |                      |
| 1931-1932  | Bulldogs de Windsor   | LIH        | 35  | 11               | 8                | 19               | 36               | 6                | 2 | 1                    | 3                    | 4                    |                      |                      |
| 1932-1933  | Maroons de Montréal   | LNH        | 48  | 4                | 7                | 11               | 38               | 2                | 0 | 0                    | 0                    | 4                    |                      |                      |
| 1933-1934  | Maroons de Montréal   | LNH        | 5   | 0                | 1                | 1                | 0                |                  |   |                      |                      |                      |                      |                      |
| 1933-1934  | Bulldogs de Windsor   | LIH        | 38  | 13               | 9                | 22               | 34               |                  |   |                      |                      |                      |                      |                      |
| 1934-1935  | Red Wings de Détroit  | LNH        | 34  | 3                | 3                | 6                | 9                |                  |   |                      |                      |                      |                      |                      |
| 1934-1935  | Olympics de Détroit   | LIH        | 17  | 12               | 5                | 17               | 0                |                  |   |                      |                      |                      |                      |                      |
| 1935-1936  | Red Wings de Détroit  | LNH        | 5   | 0                | 0                | 0                | 0                |                  |   |                      |                      |                      |                      |                      |
| 1935-1936  | Bruins de Boston      | LNH        | 29  | 1                | 4                | 5                | 2                | 2                | 1 | 0                    | 1                    | 2                    |                      |                      |
| 1935-1936  | Olympics de Détroit   | LIH        | 12  | 4                | 6                | 10               | 14               |                  |   |                      |                      |                      |                      |                      |
| 1936-1937  | Bruins de Boston      | LNH        | 1   | 1                | 0                | 1                | 2                |                  |   |                      |                      |                      |                      |                      |
| 1936-1937  | Reds de Providence    | IAHL       | 49  | 20               | 21               | 41               | 16               | 3                | 2 | 0                    | 2                    | 2                    |                      |                      |
| 1937-1938  | Barons de Cleveland   | IAHL       | 48  | 22               | 27               | 49               | 22               | 2                | 1 | 1                    | 2                    | 0                    |                      |                      |
| 1938-1939  | Barons de Cleveland   | IAHL       | 54  | 19               | 32               | 51               | 23               | 9                | 2 | 7                    | 9                    | 4                    |                      |                      |
| 1939-1940  | Barons de Cleveland   | IAHL       | 24  | 5                | 6                | 11               | 18               |                  |   |                      |                      |                      |                      |                      |
| 1939-1940  | Hornets de Pittsburgh | IAHL       | 20  | 4                | 6                | 10               | 8                | 9                | 1 | 0                    | 1                    | 2                    |                      |                      |
| 1940-1941  | Hornets de Pittsburgh | LAH        | 48  | 7                | 21               | 28               | 12               | 6                | 1 | 0                    | 1                    | 4                    |                      |                      |
| Totaux LNH | Totaux LNH            | Totaux LNH | 135 | 9                | 15               | 24               | 57               | 4                | 1 | 0                    | 1                    | 6                    |                      |                      |